# Моніка Полянська
м. Моніка Полянська, ЧСВВ (уроджена Марія Миколаївна Теодоровичів; 25 травня 1885, Іваниківка, нині Україна — 26 грудня 1951, Явас, нині Росія) — українська релігійна діячка, слуга Божа греко-католицької церкви.

## Життєпис
Моніка Полянська народилася 25 травня 1885 року в селі Іваниківцях, нині Івано-Франківської области України.
Закінчила Трибухівську народну школу, Львівську приватну жіночу вчительську семінарію (1904), міську семінарію «Руского товариства педаґоґічного».
Настоятелька Словітського монастиря (1917–1927, з благословення митрополита Андрея Шептицького), ігуменя монастиря сестер-василіанок в с. Журавнім (1927–1933).
У 1933 році відрікається ігуменства і з дозволу вищої церковної влади йде жити в затвор. Згодом з наказу отця Климентія Шептицького вона виходить із затвору і приймає уряд ігумені Підмихайлівського монастиря.
У період Другої світової війни давала односельчанам працю у господарстві, організовувала курси медсестер, годувала вбогих, сиріт і потребуючих, допомагала пораненим воїнам ОУН-УПА, перев’язуючи їхні рани, а також переховувала євреїв.
Заарештована 27 листопада 1945 року. Провела два роки в Станиславівській тюрмі. 21 червня 1947 року винесено вирок — вісім років позбавлення в таборі Дубравлаг (Мордовська АРСР, поселення Явас). 26 грудня 1951 року померла на засланні.
У 2009 році в Підмихайлівцях відбулося поховання капсули із землею, яку набрали з табірного цвинтаря в с. Парца (Мордовія).

### Родина
Одружена, чоловік — о. Амброзій Полянський (?—1908).

### Беатифікаційний процес
Від 2001 року триває беатифікаційний процес прилучення м. Моніки Полянської до лику блаженних.